# L'Homme qui calculait
 (mars 2018).
 (mai 2020).
Si vous disposez d'ouvrages ou d'articles de référence ou si vous connaissez des sites web de qualité traitant du thème abordé ici, merci de compléter l'article en donnant les références utiles à sa vérifiabilité et en les liant à la section « Notes et références ».
Beremiz Samir, surnommé « l'Homme qui calculait », est un mathématicien perse de fiction du XIIIe siècle créé par l'auteur brésilien Julio Cesar de Mello e Souza, généralement connu sous le pseudonyme de Malba Tahan.
Il apparaît dans L'Homme qui calculait, un recueil de problèmes, puzzles et curiosités mathématiques, sous forme de contes inspirés par Les Mille et Une Nuits.